# Romain Arneodo
Romain Arneodo (Cannes, 4 agosto 1992) è un tennista francese naturalizzato monegasco.

## Biografia
Ha ottenuto i suoi migliori risultati in doppio, specialità in cui ha vinto tre tornei del circuito maggiore tra i quali il Monte Carlo Masters 2025 in coppia con Manuel Guinard. Vanta altre due finali nel circuito maggiore tra cui quella al Monte Carlo Masters 2023 e diversi titoli nei circuiti minori. Il suo miglior ranking ATP è il 39º posto dell'agosto 2025.
In singolare ha vinto solo un torneo nel circuito ITF e dal 2018 gioca quasi esclusivamente in doppio. Dal 2014 fa parte della squadra monegasca di Coppa Davis.

## Statistiche
Aggiornate al 18 agosto 2025.

### Doppio

#### Vittorie (3)
| Legenda              |
| -------------------- |
| Grande Slam (0)      |
| ATP Finals (0)       |
| ATP Masters 1000 (1) |
| ATP Tour 500 (0)     |
| ATP Tour 250 (2)     |

| N. | Data           | Torneo                           | Superficie  | Compagno       | Avversari in finale            | Punteggio           |
| 1. | 3 agosto 2019  | Los Cabos Open, Los Cabos        | Cemento     | Hugo Nys       | Dominic Inglot Austin Krajicek | 7-5, 5-7, [16-14]   |
| 2. | 13 aprile 2025 | Monte Carlo Masters, Monte Carlo | Terra rossa | Manuel Guinard | Lloyd Glasspool Julian Cash    | 1-6, 7–6(8), [10-8] |
| 3. | 25 luglio 2025 | Croatia Open Umag, Umago         | Terra rossa | Manuel Guinard | Patrik Trhac Marcus Willis     | 7-5, 7-6(2)         |

#### Finali perse (2)
| Legenda              |
| -------------------- |
| Grande Slam (0)      |
| ATP Finals (0)       |
| ATP Masters 1000 (1) |
| ATP Tour 500 (0)     |
| ATP Tour 250 (1)     |

| N. | Data             | Torneo                           | Superficie  | Compagno                 | Avversari in finale                | Punteggio         |
| 1. | 28 febbraio 2021 | Córdoba Open, Córdoba            | Terra rossa | Benoît Paire             | Rafael Matos Felipe Meligeni Alves | 4-6, 1-6          |
| 2. | 16 aprile 2023   | Monte Carlo Masters, Monte Carlo | Terra rossa | Tristan-Samuel Weissborn | Ivan Dodig Austin Krajicek         | 0-6, 6-4, [12-14] |

### Tornei minori

#### Singolare

##### Vittorie (1)
| Legenda tornei minori |
| Challenger (0)        |
| Futures (1)           |

##### Finali perse (3)
| Legenda tornei minori |
| Challenger (0)        |
| Futures (3)           |

#### Doppio

##### Vittorie (35)
| Legenda tornei minori |
| Challenger (15)       |
| Futures (20)          |

| N.  | Data              | Torneo                                   | Superficie  | Compagno                 | Avversari in finale                       | Punteggio            |
| 1.  | 26 agosto 2017    | Internazionali di Manerbio, Manerbio     | Terra rossa | Hugo Nys                 | Michail Elgin Roman Jebavý                | 4-6, 7-6(3), [10-5]  |
| 2.  | 11 novembre 2017  | Uruguay Open, Montevideo                 | Terra rossa | Fernando Romboli         | Ariel Behar Fabiano de Paula              | 2-6, 6-4, [10-8]     |
| 3.  | 20 gennaio 2018   | Koblenz Open, Coblenza                   | Cemento (i) | Tristan-Samuel Weissborn | Sander Arends Antonio Šančić              | 6(4)-7, 7-5, [10-6]  |
| 4.  | 17 febbraio 2018  | Challenger La Manche, Cherbourg          | Cemento (i) | Tristan-Samuel Weissborn | Antonio Šančić Ken Skupski                | 6-3, 1-6, [10-4]     |
| 5.  | 10 marzo 2018     | Santiago Challenger, Santiago del Cile   | Terra rossa | Jonathan Eysseric        | Guido Andreozzi Guillermo Durán           | 7-6(4), 1-6, [12-10] |
| 6.  | 5 gennaio 2019    | Orlando Open, Orlando                    | Cemento     | Andrėj Vasileŭski        | Gonçalo Oliveira Andrea Vavassori         | 7-6(2), 2-6, [15-13] |
| 7.  | 2 febbraio 2019   | Cleveland Open, Cleveland                | Cemento     | Andrėj Vasileŭski        | Robert Galloway Nathaniel Lammons         | 6-4, 7-6(4)          |
| 8.  | 23 marzo 2019     | Play In Challenger, Lilla                | Cemento     | Hugo Nys                 | Jonathan Erlich Fabrice Martin            | 7-5, 5-7, [10-8]     |
| 9.  | 20 novembre 2021  | Open Pau-Pyrénées, Pau                   | Cemento (i) | Tristan-Samuel Weissborn | Aisam-ul-Haq Qureshi David Vega Hernández | 6-4, 6-2             |
| 10. | 11 giugno 2022    | Open de Lyon Challenger, Lione           | Terra rossa | Jonathan Eysseric        | Sander Arends David Pel                   | 7-5, 4-6, [10-4]     |
| 11. | 22 ottobre 2022   | Vilnius Open, Vilnius                    | Cemento (i) | Tristan-Samuel Weissborn | Dan Added Théo Arribagé                   | 6-4, 5-7, [10-5]     |
| 12. | 28 gennaio 2023   | BW Open, Ottignies-Louvain-la-Neuve      | Cemento (i) | Tristan-Samuel Weissborn | Roman Jebavý Adam Pavlásek                | 6-4, 6-3             |
| 13. | 13 maggio 2023    | Danube Upper Austria Open, Mauthausen    | Terra rossa | Tristan-Samuel Weissborn | Constantin Frantzen Hendrik Jebens        | 6-4, 6-2             |
| 14. | 9 giugno 2024     | Heilbronner Neckarcup, Heilbronn         | Terra rossa | Geoffrey Blancaneaux     | Jakob Schnaitter Mark Wallner             | 7-6(5), 5-7, [10-3]  |
| 15. | 29 settembre 2024 | Lisboa Belém Open, Lisbona               | Terra rossa | Théo Arribagé            | George Goldhoff Fernando Romboli          | 6-2, 6-3             |
| 16. | 14 giugno 2025    | Internazionali Città di Perugia, Perugia | Terra rossa | Manuel Guinard           | Robin Haase Vasil Kirkov                  | 3–6, 6–3, [10–5]     |

##### Finali perse (26)
| Legenda tornei minori |
| Challenger (19)       |
| Futures (7)           |

| N.  | Data              | Torneo                                           | Superficie  | Compagno                 | Avversari in finale                          | Punteggio               |
| 1.  | 14 febbraio 2015  | Santo Domingo Open, Santo Domingo                | Terra verde | Benjamin Balleret        | Roberto Maytín Hans Podlipnik-Castillo       | 3-6, 6-2, [4-10]        |
| 2.  | 16 settembre 2017 | Istanbul Challenger, Istanbul                    | Cemento     | Hugo Nys                 | Andre Begemann Jonathan Eysseric             | 3-6, 7-5, [4-10]        |
| 3.  | 26 maggio 2018    | Venice Challenge Save Cup, Mestre                | Terra rossa | Danilo Petrović          | Marin Draganja Tomislav Draganja             | 4-6, 7-6(2), [2-10]     |
| 4.  | 10 novembre 2018  | Internationaux de Vendée, Mouilleron-le-Captif   | Cemento (i) | Quentin Halys            | Sander Gillé Joran Vliegen                   | 3-6, 6-4, [2-10]        |
| 5.  | 26 gennaio 2019   | Challenger Series - Newport Beach, Newport Beach | Cemento     | Andrėj Vasileŭski        | Robert Galloway Nathaniel Lammons            | 5-7, 6(1)-7             |
| 6.  | 4 maggio 2019     | International de Bordeaux, Bordeaux              | Terra rossa | Hugo Nys                 | Grégoire Barrère Quentin Halys               | 4-6, 1-6                |
| 7.  | 2 aprile 2021     | Andalucía Challenger, Marbella                   | Terra rossa | Hugo Nys                 | Dominic Inglot Matt Reid                     | 6-1, 3-6, [6-10]        |
| 8.  | 4 settembre 2021  | Saint-Tropez Open, Saint-Tropez                  | Cemento     | Manuel Guinard           | Antonio Šančić Artem Sitak                   | 6(5)-7, 4-6             |
| 9.  | 16 ottobre 2021   | JC Ferrero Challenger Open, Alicante             | Cemento     | Matt Reid                | Denys Molčanov David Vega Hernández          | 4-6, 2-6                |
| 10. | 13 novembre 2021  | Open International de Roanne, Roanne             | Cemento (i) | Albano Olivetti          | Lloyd Glasspool Harri Heliövaara             | 6(5)-7, 7-6(5), [10-12] |
| 11. | 18 giugno 2022    | Internationaux de Blois, Blois                   | Terra rossa | Jonathan Eysseric        | Sriram Balaji Jeevan Nedunchezhiyan          | 4-6, 7-6(3), [7-10]     |
| 12. | 9 luglio 2022     | Internazionali Città di Todi, Todi               | Terra rossa | Jonathan Eysseric        | Guido Andreozzi Guillermo Durán              | 1-6, 6-2, [6-10]        |
| 13. | 10 settembre 2022 | Cassis Open Provence, Cassis                     | Cemento     | Albano Olivetti          | Michael Geerts Joran Vliegen                 | 4-6, 6(6)-7             |
| 14. | 15 ottobre 2022   | Saint-Tropez Open, Saint-Tropez                  | Cemento     | Tristan-Samuel Weissborn | Dan Added Albano Olivetti                    | 3-6, 6-3, [10-12]       |
| 15. | 24 febbraio 2024  | Open Pau-Pyrénées, Pau                           | Cemento (i) | Tristan-Samuel Weissborn | Brandon Nakashima Christian Harrison         | 6(5)-7, 4-6             |
| 16. | 1º settembre 2024 | Porto Challenger, Porto                          | Terra rossa | Théo Arribagé            | Daniel Cukierman Piotr Matuszewski           | 4-6, 0-6                |
| 17. | 7 settembre 2024  | Genoa Open Challenger, Genova                    | Terra rossa | Théo Arribagé            | Benjamin Hassan David Vega Hernández         | 4-6, 5-7                |
| 18. | 5 ottobre 2024    | JC Ferrero Challenger Open, Villena              | Cemento     | Íñigo Cervantes          | Anirudh Chandrasekar Niki Kaliyanda Poonacha | 6(2)-7, 4-6             |
| 9.  | 19 novembre 2024  | Tali Open, Helsinki                              | Cemento (i) | Théo Arribagé            | Filip Bergevi Mick Veldheer                  | 6-3, 6(5)-7, [5-10]     |
| 18. | 25 gennaio 2025   | Open Quimper Bretagne Occidentale, Quimper       | Cemento (i) | Manuel Guinard           | Fabien Reboul Sadio Doumbia                  | 2-6, 6-4, 3-10          |

## Risultati in progressione
| Sigla | Risultato               |
| ----- | ----------------------- |
| V     | Vincitore               |
| F     | Finalista               |
| SF    | Semifinalista           |
| O     | Oro olimpico            |
| A     | Argento olimpico        |
| SF    | Bronzo olimpico         |
| QF    | Quarti di Finale        |
| 4T    | Quarto turno            |
| 3T    | Terzo turno             |
| 2T    | Secondo turno           |
| 1T    | Primo turno             |
| RR    | Round Robin             |
| LQ    | Turno di qualificazione |
| A     | Assente                 |
| ND    | Non disputato           |

| Legenda superfici    |
| -------------------- |
| Cemento              |
| Terra battuta        |
| Erba                 |
| Superficie variabile |

### Singolare
Nessuna partecipazione

### Doppio
| Tornei Grande Slam |     |     |     |     |     |     |     |     |      |
| Australian Open    | A   | A   | A   | 1T  | 1T  | A   | 1T  | 1T  | 0-4  |
| Open di Francia    | A   | A   | A   | 3T  | A   | 2T  | 1T  | 2T  | 4-4  |
| Wimbledon          | 1T  | 1T  | ND  | 1T  | A   | 2T  | 2T  |     | 2-5  |
| US Open            | 1T  | A   | A   | A   | A   | 1T  | A   |     | 0-2  |
| Vittorie-Sconfitte | 0-2 | 0-1 | 0-0 | 2-3 | 0-1 | 2-3 | 1-3 | 1-2 | 6-15 |